# Luz de día (poemario)
Luz de día es el título de la segunda obra publicada por la poeta peruana Blanca Varela. El poemario se enmarca en la escuela surrealista, y es uno de los más complejos de la poesía peruana del siglo XX.

## Estructura
Según palabras de benjamin ruiz: "Difícil libro, el de Blanca Varela, por la condensación expresiva y por la secreta e intrincada red de correspondencias que sustentan su pensamiento poético". En efecto, se trata de una obra bastante compleja y a la vez cautivante, tanto por el uso de un lenguaje contundente y expresivo, como por la presencia de temas que se intrincan y corresponden de forma sutil.
El libro está dividido en tres partes: un conjunto de seis poemas en prosa, que carece de título; “Muerte en el jardín”, constituido por siete poemas de corta extensión, en verso; y “Frente al Pacífico”, que posee ocho poemas relativamente más extensos, en verso, también.

### Primera sección
La primera es la única sección de la obra que, como hemos dicho, posee poemas en prosa. Destaca nítidamente el primero de estos textos: “Del orden de las cosas”, dedicado a Octavio Paz, y que parece contener en sus párrafos el arte poética de la obra. El yo poético confronta la realidad con el quehacer literario: el poeta sobrevive a los embates de la realidad intrusa mediante el arte de escribir. Este acto, pues, revela una postura de resistencia (“hemos aprendido a perder conservando una postura sólida”): el yo poético, mediante la contemplación del mundo real y el abstracto crea un “orden señalado” por el cual rige su existencia, su conducta creadora y su postura emergente. Escobar señala que este texto es “indispensable para apreciar la organicidad del libro, pues define la ubicación de la autora ante el fenómeno de la poesía y la realidad. Alienta en él un buscado tono reflexivo (…); de ese modo afianza la premisa según la cual lo imaginario y lo fáctico se impenetran como experiencia que nutre a la creación”.
Otro texto interesante es “Plena primavera”, en el que se contempla la naturaleza concebida como un espacio de armonía basada en oposiciones

### Segunda sección
Con respecto a la segunda sección, “Muerte en el jardín”, “construye un universo más intenso, menos disgregado; imprime un pequeño microcosmos de interacción, de violencia y de pérdida”.
El núcleo temático aquí es el de la naturaleza como espacio que reside su armonía en la antítesis y es susceptible al paso del tiempo: las ideas de muerte (pérdida, final) y jardín (vida, inicio, luz) se contraponen claramente desde el título mismo de la sección. Es más que elocuente que el último poema del conjunto de prosas inicial sea justamente “Plena primavera”: este texto nos anticipa a lo que vendrá en la siguiente parte: si en la primera prosa se explica la poética de la obra, este último poema constituye un nexo entre la primera sección y “Muerte en el jardín”. La disposición del primer poema (“En lo más negro del verano”) y el último (“Siempre”) es clara: la naturaleza como espacio contradictorio (“negro” se opone a “verano”) y la contemplación activan sentimientos en el locutor personaje, sentimientos que “siempre” están ligados a su postura emergente con respecto a los embates de la realidad: “Siempre yo./Siempre saliéndome al paso”.

### Tercera sección
En “Frente al Pacífico”, por último, a los temas de la contemplación de la naturaleza y la postura de resistencia frente a la realidad, se añade un nuevo elemento: la activación de la conciencia del yo poético. Esta activación se manifiesta mediante cuestionamientos sobre los orígenes (“Palabras para un canto”, “Máscara de algún dios”), la recordación de otro ser (“Vals”, “No estar”) y lo pasado (“Frente al Pacífico”, “Invierno y fuga”, “Alla Prima”).

## Crítica
Con respecto a Luz de día como conjunto, Alberto Escobar opina que:

“Más de una vez la autora vacila ante la afirmación de un destino tan privado de esperanza; reinicia la persecución de un ideal contrapuesto a la realidad, pero fracasa; imagina un trasmundo, el otro lado de la realidad que la limita y se desengaña; acaba preguntándose si es falta de amor lo que enturbia su visión, o si la dureza de su mirar le impide discernir aquella instancias en que se verifica la rotura del tiempo y del vínculo vicioso (…) El epílogo del libro, no obstante, se titula Victoria; pero victoria que afinca en un lenguaje cuyos signos han aceptado las correcciones que el tiempo inflige a nuestro querer ser: la nostalgia será solo un relámpago instantáneo, acicateado por el ayer y el presente que nos trastorna el tiempo; el amor un despojo sin tregua (…) Pero al aceptar que la realidad se le aparece así, y que así hay que encararla, la victoria, su victoria, solo podrá negaren del reconocer, crudamente, lúcidamente, el absurdo y el mundo derruido que lo nutre. La poética general se actualiza entonces en un acto de desafío que la decide a  aceptar esa realidad, tal como es, ante la luz diurna, liberada de la penumbra engañosa del sueño y el recuerdo”.

Entonces, la luz del día es ese instante de lucidez en el que el yo poético reconoce, contempla el mundo que lo rodea (la naturaleza y los espacios oníricos), sin mayores ambages, tal como es, y activa su conciencia, su visión, mediante un acto introspectivo. Su postura emergente, su vocación de creador, lo mantiene “siempre al paso” de la realidad: gracias a la luz del día, el yo poético es capaz de reflexionar acerca de su ubicación en el mundo y la complejidad de su existencia.